# The Evil Within
The Evil Within (с англ. — «Зло внутри»), известная в Японии как Psychobreak (яп. サイコブレイク Сайкобурэйку, «Психо-разрыв») — компьютерная игра в жанрах survival horror и шутера от третьего лица, разработанная компанией Tango Gameworks и выпущенная компанией Bethesda Softworks для платформ Windows, PlayStation 3, Xbox 360, PlayStation 4 и Xbox One в 2014 году. Игра была разработана под руководством Синдзи Миками, создателя серии Resident Evil. Она не имеет сюжетной связи с Resident Evil, но включает в себя ряд схожих тем, образов и элементов геймплея.
Главный герой игры, полицейский детектив Себастьян Кастелланос, при расследовании массового убийства в психиатрической лечебнице попадает в пугающий мир, населённый чудовищами и наполненный образами разрушения и насилия. Перед игроком ставится задача выбраться и раскрыть тайны, с которыми герой сталкивается по ходу игры. Игру отличает высокая сложность: во многих случаях предпочтительнее прятаться или убегать от врагов, чем вступать с ними в бой.
Игра получила смешанные отзывы игровой прессы: критики высоко оценили хоррор-составляющую игры и дизайн уровней, но отметили её вторичность по отношению к более старым играм жанра и множественные технические проблемы. Будучи игрой, ориентированной на западную аудиторию, The Evil Within получила коммерческий успех в США и Европе, но заметно меньший на своей родине — в Японии. Сюжет игры был продолжен в трёх загружаемых дополнениях — The Assignment, The Consequence и The Executioner. В 2017 году была выпущена игра-продолжение — The Evil Within 2.

## Сюжет
Детектив Себастьян Кастелланос вместе с двумя напарниками — Джозефом Ода и Джулией Кидман, а также офицером полиции Оскаром Конелли приезжают на вызов в психиатрическую лечебницу «Маяк». По пути они слышат странный высокочастотный шум из рации. По приезде в госпиталь внутри они обнаруживают тела зверски убитого персонала и пациентов. Единственный выживший — доктор Марсело Хименес — упоминает о неком Рувике, который, вероятно, устроил эту бойню, доктор говорит что это не может быть реальностью. В комнате охраны удаётся найти записи с камер слежения. На плёнке видно, как человек в балахоне убивает полицейских, а через мгновение, обернувшись, Себастьян видит его перед собой, тот наносит удар и экран темнеет. Далее Себастьян приходит в себя в тёмном подвале, похожем на скотобойню, и чудом выживает, убегая от психа «Садиста» с бензопилой. Выбравшись через лифт к входу в лечебницу, детектив Кастелланос видит, как город начинает разрушаться. Его подбирают напарники на машине скорой помощи. Джозеф так и не вернулся, а рядом с Хименесом сидит его пациент — Лесли Визерс. В конце поездки машина падает с обрыва, а Себастьян приходит в себя уже один, в ночном лесу, и видит превратившегося в одержимого зомби Конелли.
Через разбитые зеркала, Себастьян узнает, что может перемещаться в психиатрическую больницу Бикон. Там он знакомится с медсестрой по имени Татьяна Гутьеррес.
Постепенно его начинают терзать сомнения, что он находится в реальном мире. Себастьян в конце концов воссоединяется с Джозефом, хотя вскоре выясняется, что Джозеф страдает от странной формы трансформации, которая приводит его в убийственную ярость, подобную Конелли. Хотя он в состоянии контролировать приступы, Джозеф предупреждает Себастьяна остерегаться его, если он обратится. Эти двое в конце концов находят и спасают Кидман от утопления в стеклянном приспособлении, хотя вскоре они снова разделяются, услышав пронзительный шум. Себастьян попадает в старинное поместье, где история начинает проясняться.
Поместье принадлежало семье Викториано, которая занималась благотворительностью, в частности жертвовала деньги той самой психиатрической лечебнице «Маяк». У них было два ребёнка — сын Рубен и дочь Лаура. Рубен был довольно умным ребёнком, однако имел не по годам развитое любопытство, свойственное учёным (изучал строение животных, их нервную систему). При этом у него были довольно прохладные отношения с родителями, но он очень тепло относился к своей сестре и любил её. Однажды Рубен и Лаура играли в амбаре, построенном посреди подсолнечного поля, недалеко от поместья. В это время крестьяне, озлобленные на семью Викториано (потому что они скупали их земли), решают поджечь сарай, но узнав, что внутри находятся дети, ничего не предпринимают, чтобы спасти их. В итоге Лаура погибает в огне, спасая своего младшего брата, однако он получает сильные ожоги. Проходя курс лечения, он знакомится с доктором Хименесом (который называет его Рувик — псевдоним, образованный от Рубен Викториано). Тот, видя талант и отсутствие моральных преград у Рувика, рассказывает ему о своих экспериментах в сфере мозговой деятельности и нервной системы человека, с целью манипулирования ими. Рубен заражается этой идеей и начинает вести свои собственные эксперименты. Они заключают сделку: семья Викториано (а после загадочной смерти родителей сам Рувик) спонсируют лечебницу и собственно опыты Хименеса, а врач, в свою очередь, снабжает Рувика материалом для его экспериментов (людьми). В воспоминаниях Рувика и Хименеса нам открывается, что после смерти родителей и сестры Рувик становится очень замкнутым и его единственным «другом» стал Хименес. Вместе они создают STEM — систему коллективного объединения сознаний и управления ими одним, упоминания о которой можно найти в нескольких документах. В своих исследованиях Хименес заходит слишком далеко и начинает похищать людей для экспериментов. Рувик, понимая, что Хименес его использует, прекращает финансирование его лечебницы и расторгает сделку, тем самым вынудив
Хименеса обманом заманить его в больницу и насильно подключить к системе STEM (так как Хименес знал, что только с помощью мозга Рувика можно закончить эксперимент). Это предательство и ужасные мучения при насильственной трансплантации мозга Рувика в систему сделали из него озлобленного на весь мир психопата. Сначала его держал под контролем Хименес, но потом, при проведении эксперимента, Рувик смог взять под контроль всех подключённых к системе, в том числе и самого Хименеса, создав при этом собственный мир, где он был создателем всего и вся. Именно страхи, боль и тайны Рувика воплотились в реальность в его мире — мёртвые крестьяне, уязвимость всех существ к огню, Лаура в образе многорукого длинноволосого монстра и т. д. Но у Хименеса был ещё один пациент с похожей на Рувика мозговой деятельностью — Лесли Визерс. Узнав про него, Рувик планирует захватить его сознание и вернуться в реальный мир.
В одной из глав Себастьян вновь пересекается с Хименесом, и они находят STEM, но Рувик убивает доктора. Детектив Кастелланос оказывается в разрушенном городе, наполненном агрессивными существами — воплощёнными воспоминаниями Рувика о встреченных людях. Он встречает Джозефа и Кидман и вместе с ними пытается попасть в психиатрическую больницу, где находится ключ к разгадке. По пути становится ясно, что Джулия знает больше, чем говорит, но герои вновь разделяются. Спустя некоторое время Кидман встречает Лесли на детской площадке и пытается его убить. Себастьян и Джозеф спасают Лесли, но Джозеф при этом получает пулю (но как мы позже узнаём из третьего загружаемого дополнения — «Палач», — Джозеф от этой пули не умирает и встретит свой конец иначе). Себастьян преследует Кидман и Рувика, с которыми в следующий раз встречается уже в больнице. Выясняется, что Кидман подослала в команду некая организация, и её цель — любой ценой остановить Рувика, даже если потребуется убить Лесли. Разговор прерывает огромное существо, которым стал Рувик. Воспользовавшись гранатомётом, детектив Кастеланос убивает монстра, после чего приходит в себя и обнаруживает, что был подключён к STEM. Он находит сосуд с мозгом Рубена Викториано и уничтожает его.
Но на этом история не заканчивается. Себастьян опять просыпается, лёжа в капсуле, но на сей раз под присмотром Кидман. По комнате ходят и собирают оборудование неизвестные люди. Джулия, заметив, что он очнулся, просит его лежать смирно, произнося при этом «Отсюда уже никто не уйдёт». Себастьян закрывает глаза и спустя некоторое время резко приходит в себя, встаёт из капсулы и видит, что к STEM подключены Конелли и Хименес, а в капсулах Джозефа и Лесли никого нет. Обессилевший детектив с трудом добирается до холла лечебницы, который, как и в начале игры, усеян трупами. В здание врывается спецназ и продвигается внутрь, в то время как двор оцепила полиция. Выйдя, Себастьян замечает идущего к выходу Лесли, которого никто не пытается остановить, словно его не видят. Внезапно он снова испытывает приступ головной боли. Когда боль проходит, Лесли уже нигде нет, а камера отдаляется от лечебницы. На этом игра заканчивается.

## Разработка
19 апреля 2013 года Bethesda официально анонсировала The Evil Within, ранее известную под кодовым названием Project Zwei. Из заявления компании стало известно, что разработкой игры занят Синдзи Миками, создатель серии Resident Evil. Также сообщалось, что The Evil Within выйдет в 2014 году на Windows, Xbox 360, PlayStation 3 и консолях следующего поколения. В этот же день в сеть был выложен предполагаемый бокс-арт игры.

## Отзывы
| Сводный рейтинг       | Сводный рейтинг                        |
| Агрегатор             | Оценка                                 |
| --------------------- | -------------------------------------- |
| GameRankings          | (XONE) 76,26 % (PS4) 75,44 %           |
| Metacritic            | (XONE) 79/100 (PS4) 75/100 (PC) 68/100 |
| Иноязычные издания    |                                        |
| Издание               | Оценка                                 |
| CVG                   | 8/10                                   |
| Destructoid           | 7/10                                   |
| Eurogamer             | 8/10                                   |
| Famitsu               | 35/40                                  |
| Game Informer         | 9/10                                   |
| GameSpot              | 7/10                                   |
| GamesRadar+           | [ 15 ]                                 |
| GameTrailers          | 9/10                                   |
| Hardcore Gamer        | 4/5                                    |
| IGN                   | 8,7/10                                 |
| Joystiq               | [ 19 ]                                 |
| OXM                   | 8/10                                   |
| PC Gamer (US)         | 60/100                                 |
| Polygon               | 6,5/10                                 |
| VideoGamer            | 8/10                                   |
| Русскоязычные издания |                                        |
| Издание               | Оценка                                 |
| PlayGround.ru         | 8/10                                   |
| Riot Pixels           | 68 %                                   |

Летом 2018 года, благодаря уязвимости в защите Steam Web API, стало известно, что точное количество пользователей сервиса Steam, которые играли в игру хотя бы один раз, составляет 740 543 человека.

## Другие медиа

### DLC

#### The Evil Within: The Assignment
Первое дополнение выпущенное 10 марта 2015 года. Сюжетно дополнение повествует о Джули Кидман и её тайной связи с корпорацией «Мёбиус». DLC состоит из двух глав «Клятва» и «Пересечение путей».

#### The Evil Within: The Consequence
Второе дополнение выпущенное 21 апреля 2015. DLC состоит из двух глав «Иллюзии» и «Рождение призрака».

#### The Evil Within: The Executioner
Третье и последнее дополнение выпущенное 26 мая 2015 года. В отличие от предыдущих дополнений и основной игры, DLC рассказывает историю одного из боссов, встречающийся на протяжении игры.

### Комиксы
Перед выпуском игры издание Titan Comics выпустило мини-серию комиксов, состоящую из четырёх частей. Действие комиксов разворачиваются до событий основной игры.

### Сопутствующие товары
Warner Bros. Movie World в Квинсленде, создали лабиринт, населенный персонажами из игры, в рамках своего ежегодного мероприятия Fright Nights для продвижения игры.
Вместе с выпуском игры 14 октября 2014 года издательство Dark Horse Comics выпустили книгу The Art of the Evil Within в которой собраны концепт-арты и закулисные материалы.